# Latouchia cunicularia
Latouchia cunicularia là một loài nhện trong họ Ctenizidae.
Loài này thuộc chi Latouchia. Latouchia cunicularia được miêu tả năm 1886 bởi Eugène Simon.